# Шубы
Шубы (укр. Шуби), село, 
Сеннянский сельский совет,
Богодуховский район,
Харьковская область.
Код КОАТУУ — 6320888003. Население по переписи 2001 г. составляет 181 (79/102 м/ж) человек.

## Географическое положение
Село Шубы находится у истоков реки Братеница.
На реке несколько запруд.
В 1 км расположено село Братеница.

## История
- 1778 — дата основания.
- При СССР в селе работал колхоз «Вперёд», центральная усадьба которого была в Сенном, в котором было отделение в селе Шубы.[1]

## Экономика
- В селе есть молочно-товарная ферма.

## Достопримечательности
- Братская могила советских воинов и Памятный знак воинам-односельчанам. Похоронено 10 воинов.